# Szentjakabfa
Szentjakabfa is een plaats (község) en gemeente in het Hongaarse comitaat Veszprém. Szentjakabfa telt 118 inwoners (2001).